# Muntanya de Ratnagiri
La muntanya de Ratnagiri (Ratnagiri Hill) és un turó d'Orissa al districte de Cuttack a 20° 39′ N, 86° 20′ E / 20.650°N,86.333°E a la riba nord del riu Keluo. Destaca pel temple que hi ha al seu cim, anomenat Mahakala, amb imatges d'un metre d'altura a la porta, d'origen tàntric, i altres imatges a l'est; també hi ha una estàtua colossal sota la qual tres files de figures, i dos grans caps de Buda. Aquestos monuments són atribuïts al rei Vasukalpa Kesari, que seria també l'autor dels monuments a la muntanya Naltigiri.